# Ecnomus larakia
Ecnomus larakia är en nattsländeart som beskrevs av Cartwright 1990. Ecnomus larakia ingår i släktet Ecnomus och familjen trattnattsländor. Inga underarter finns listade i Catalogue of Life.